# Дигитална библиотека Словеније
Дигитална библиотека Словеније (словен. Digitalna knjižnica Slovenije) је веб информациони портал за управљање знањем, те му се може приступити путем рачунара. Портал нуди бесплатан потрагу за ресурсима и слободан приступ дигиталном садржају - часописи, књиге, рукописи, мапе, фотографије, музика и приручници.
Претраге у колекцијама је могуће према библиографским подацима (аутор, наслов, датум издавања, садржај, врста ...). Текстуалне материјале је могуће претраживати и директно у текст (фул-текст дохват технологија, уз подршку ОПЗ).

## Историја
Дигитална библиотека Словеније је део Народне и Универ библиотеке (Народна ин Универ библиотека - НУК, Љубљана). Први пут је пројекат био представљен јавности у новембру 2005. године. Дигитална библиотека Словеније је такође део Европске библиотеке, заједничког пројекта европских националних библиотека.